# ペルシア帝国銀行

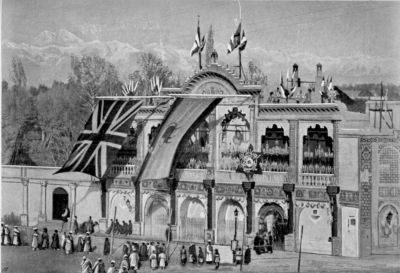
テヘランにあったペルシア帝国銀行(1902年)

ペルシア帝国銀行(英語: Imperial Bank of Persia,ペルシア語: بانک شاهی ایران)はかつてイラン(ガージャール朝,パフラヴィー朝)に存在した国立銀行である。ヴィクトリア女王の統治下にあったガージャール朝政府で1885年に、ポール・ジュリアス・ロイターに供与されたロイター利権」（英: Reuter Concession）により設立された。 

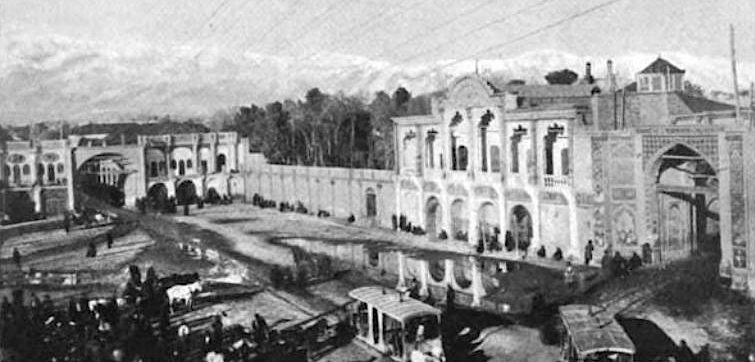
ペルシア帝国銀行(1910年、右側)

ペルシア帝国銀行の業務は、貿易取引,紙幣の発行,出来高払いの賃金を支払うためにイラン本国及び海外のイラン政府の出納官として提供する事にまで及んでいた。法制上の銀行の本店はロンドンにあり英国法に則っていたが、業務上の本店はテヘランにあった。現在では、HSBC中東銀行と呼ばれている。1979年のイラン革命後、ペルシア帝国銀行のイランに関する業務はテジャラット銀行に移管された。

## 沿革
1850年に初めて英国政府が、イランにニューイースト銀行を設立すると、イラン国内の両替商は減少し始めた。国内では、銀行業務を行う機関の設立が待ち望まれていた。ニューイースト銀行は、イラン政府から何も特権を受けずにイギリスによって設立された。その後、ニューイースト銀行の土地と資産を引き継ぐ形で、ペルシア帝国銀行が設立されたが、銀行業務は新たに開始された。